# Koljpino
Koljpino (rus. Колпино) je grad u Lenjingradskoj oblasti u Rusiji. Nalazi se na rijeci Ižori, pritoci rijeke Neve, nekih 26 km jugoistočno od Petrograda.
Broj stanovnika:
- 1897.:    8.076
- 1972.:   81.000
- 2002.:  136.632

Koljpino je osnovano početkom 18. stoljeća, a gradski status stječe 1912. Bilo je jedno od glavnih kovnica  u Rusiji. Koljpino je bio i dom ljevaonica željeza ruskog admiraliteta. Svetu sliku svetog Nikole u crkvi sv. Trojstva dolaze viditi brojni hodočasnici na 22. svibnja svake godine. 
Ovaj članak uključuje prijevod teksta iz jedanaestog izdanja Encyclopædije Britannice, urednik Hugh Chisholm, objavljenog 1911. godine, nakladnik Cambridge University Press, koje je javno dobro.